# دیوید گلب
دیوید گلب (انگلیسی: David Gelb؛ زادهٔ ۱۶ اکتبر ۱۹۸۳) کارگردان فیلم، کارگردان تلویزیونی و تدوین‌گر اهل ایالات متحده آمریکا است. وی کارگردان مستند رویاهای جیرو برای سوشی و خالق مجموعهٔ تلویزیونی شفز تیبل بود. او دانش‌آموختهٔ دانشگاه کالیفرنیای جنوبی است و پدرش پیتر گلب مدیر کل تالار اپرای متروپولیتن نیویورک است.

## گزیدهٔ فیلم‌شناسی

### سینما
- صورت‌غذا (۲۰۲۲)
- اثر ایلعازری (۲۰۱۵)
- رویاهای جیرو برای سوشی (۲۰۱۱)

### تلویزیون
- شفز تیبل (۲۰۱۵)